# La Ferté-Milon
La Ferté-Milon település Franciaországban, Aisne megyében. Lakosainak száma 2040 fő (2022. január 1.). La Ferté-Milon Chézy-en-Orxois, Dammard, Marizy-Sainte-Geneviève, Oigny-en-Valois, Passy-en-Valois, Silly-la-Poterie, Troësnes, Villers-Cotterêts és Marolles községekkel határos.

## Népesség
A település népességének változása:
| Lakosok száma | 1629 | 1948 | 2208 | 2292 | 2192 | 2123 | 2085 | 2060 | 2055 | 2040 |
|               | 1968 | 1982 | 1990 | 2006 | 2013 | 2015 | 2017 | 2019 | 2020 | 2022 |